# Гутурама золотиста
Гутура́ма золотиста (Euphonia saturata) — вид горобцеподібних птахів родини в'юркових (Fringillidae). Мешкає в Південній Америці.

## Опис
Довжина птаха становить 10 см, вага 10-12 г. Виду притаманний статевий диморфізм. У самців голова, горло, спина, крила і хвіст чорні з фіолетовим металевим відблиском. Нижня частина тіла золотисто-жовта, на лобі і тімені золотисто-жовта пляма. У самиць спина, потилиця, крила і хвіст оливково-зелені. Очі темно-карі, дзьоб і лапи чорнуваті.

## Поширення і екологія
Золотисті гутурами мешкають на східних схилах Колумбійських Анд, на заході Еквадору та на північному заході Перу (Тумбес). Вони живуть на узліссях тропічних лісів, в ріколіссях і чагарникових заростях, на плантаціях і полях, в парках і садах. Зустрічаються поодинці або парами, переважно на висоті до 1400 м над рівнем моря. 
Золотисті гутурами живляться ягодами і плодами, доповнюють свій раціон дрібними комахами та іншими безхребетними. Гніздяться з лютого по травень. Гніздо кулеподібне, будує лише самиця (на відміну від більшості гутурам, у яких гніздо будує пара птахів). Воно складається з зовнішньої частини, сплетеної з гілочок, лишайників і рослинних волокон і внутрішної, встеленої мохом, пухом або іншим м'яким матеріалом. В кладці 2-4 яйця. Інкубаційний період триває приблизно 2 тижні. Пташенята покидають гніздо через 3 тижні після вилуплення, однак батьки продовжують піклуватися про них ще деякий час. Насиджує лише самиця, за пташенятами доглядають і самиці, і самці.